# Kupferhof Enkerei

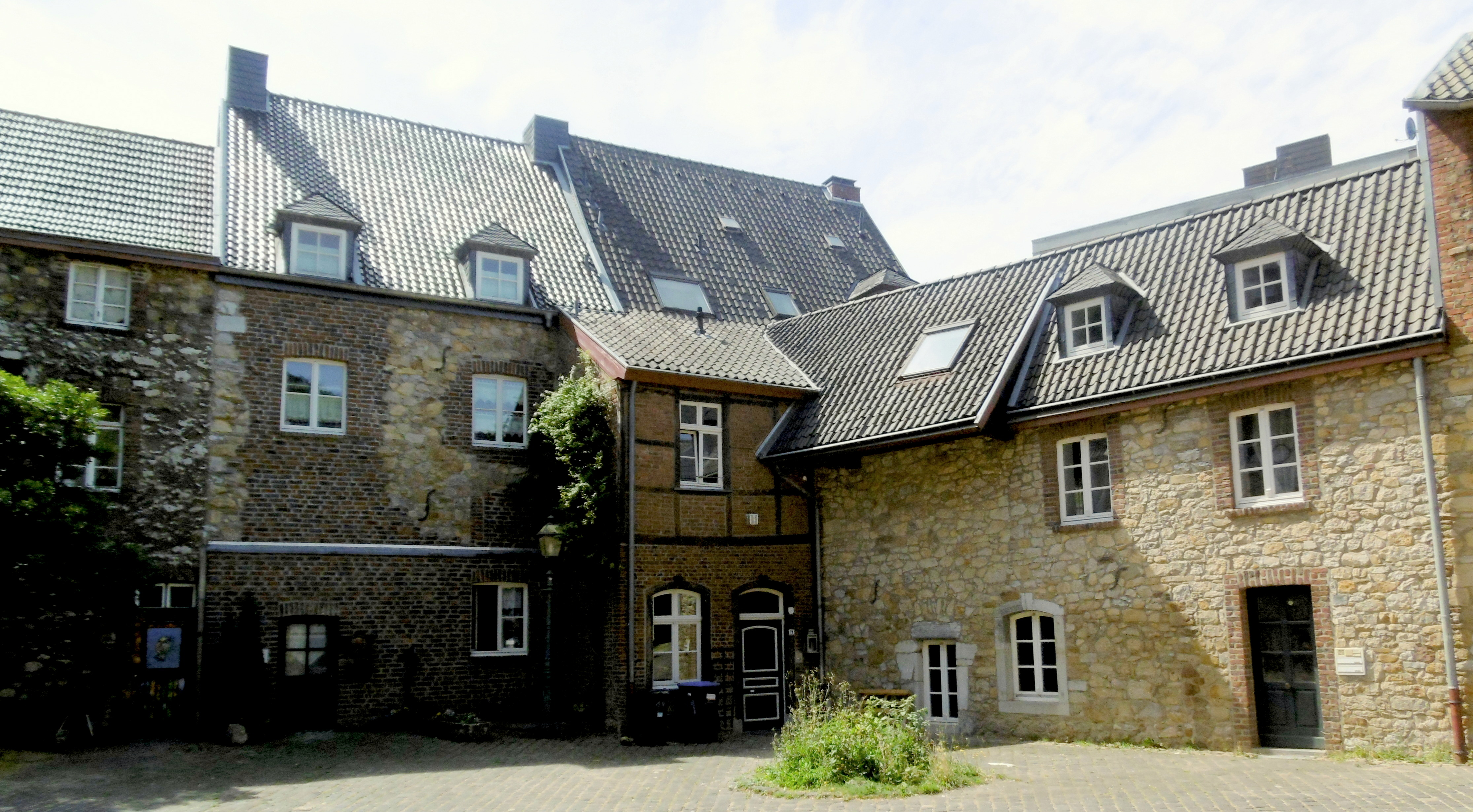
Restbestand des Kupferhofs Enkerei

Der Kupferhof Enkerei ist einer von mehr als zehn ehemaligen Kupferhöfen in der nach ihm benannten Enkereistraße in der Oberstadt von Stolberg im Rheinland. Dazu gehört auch der 1730 errichtete „Kupferhof Sonnental“, der als Erweiterungsbau der Enkerei ein eigenständiges Bauensemble darstellt und heute noch relativ vollständig als Wohnblock erhalten geblieben ist, wogegen die Gebäude der Enkerei nur noch rudimentär in den Häusern der Enkereistraße 17–20 vorhanden sind.

## Geschichte
Um 1580 zogen die Brüder Gerlach (1540–1619) und Wilhelm Beck von Aachen nach Stolberg, da sie als Angehörige der reformierten Kirche wegen der dortigen Aachener Religionsunruhen auswandern mussten. In Stolberg richteten sie dann auf dem Areal des ehemaligen „Weltzerhofes“ und der vormaligen „Henkerei“ am Ufer des Vichtbachs einen neuen Kupferhof ein. Der Name des Platzes „Henkerei“  bezieht sich gemäß historischen Aufzeichnungen auf die Örtlichkeit, wo zu früherer Zeit die Stolberger Unterherrschaft öffentliche Strafmaßnahmen an Verurteilte vollzogen hatten. Um von dem negativ besetzten Namen abzukommen, nannten die Brüder Beck ihren Hof später „Enkerei“ und als solcher wurde dieser auch erstmals im Jahr 1607 erwähnt. Gerlach und Wilhelm Beck stammten von einer wohlhabenden Aachener Patrizierfamilie ab und waren dadurch in der Lage, in Stolberg weitere Unternehmungen zu tätigen. So investierten die Brüder beispielsweise ab 1588 in den Kupferhof Binsfeldhammer, als dieser von dem bisherigen Besitzer Mathis von den Veldt und seiner Gattin Katharina von Binsfeld verpfändet werden musste, und erhielten 1591 eine Konzession zum kommerziellen Kohleabbau. Gerlach Beck ließ ferner 1597 die obere und untere Derichsberger Kupfermühle erbauen, nachdem sein Bruder Wilhelm bereits zwei Jahre zuvor die Elgermühle im Gedautal errichtet hatte und später als Teilhaber auf dem Kupferhof Dollartshammer einstieg. 
Nach dem Tod von Gerlach Beck übernahm sein Sohn Isaak Beck (1578–1649) die Enkerei. Dieser stellte von 1609 bis zur Fertigstellung der Vogelsangkirche im Jahr 1648 den lutherischen Protestanten Stolbergs einen zum Hof gehörenden Anbau als Versammlungsort für ihre Gottesdienste zur Verfügung. Im Jahr 1649 übernahm Issaks Sohn, Abraham Beck (1613–1684), den Hof, dessen Ehe mit Gertrud, geborene Prym (1616–1688), kinderlos blieb. Daraufhin nahmen nach Gertruds Tod die Verwandten aus der Familie Beck den Kupferhof zunächst an sich. Aus diesen Jahren stammt auch die erste urkundliche Erwähnung einer vorhandenen wasserbetriebenen Galmeimühle in der Enkerei sowie eines Wohn- und Ofenhauses und einer Brauerei neben den Mühlengebäuden. Gegen diesen Zugriff der Familie Beck auf die Enkerei erhob Heinrich Prym (1652–1717), ein Neffe der mit Abraham Beck verheirateten Gertrud Prym, beim Schöffengericht in Stolberg Einspruch aufgrund eines anders lautenden Heiratsvertrages der Eheleute. Da Prym das Original jedoch nicht vorlegen konnte, wurde in den Folgejahren ein Prozess bis zur Hofkanzlei in Düsseldorf geführt. Infolgedessen kam die Enkerei im Jahr 1711 durch Versteigerung an Abraham Friedrich Peltzer (* 1697) aus der Kupfermeisterfamilie Peltzer, die mehrfach mit der Familie Beck verschwägert war.

### Kupferhof Sonnental

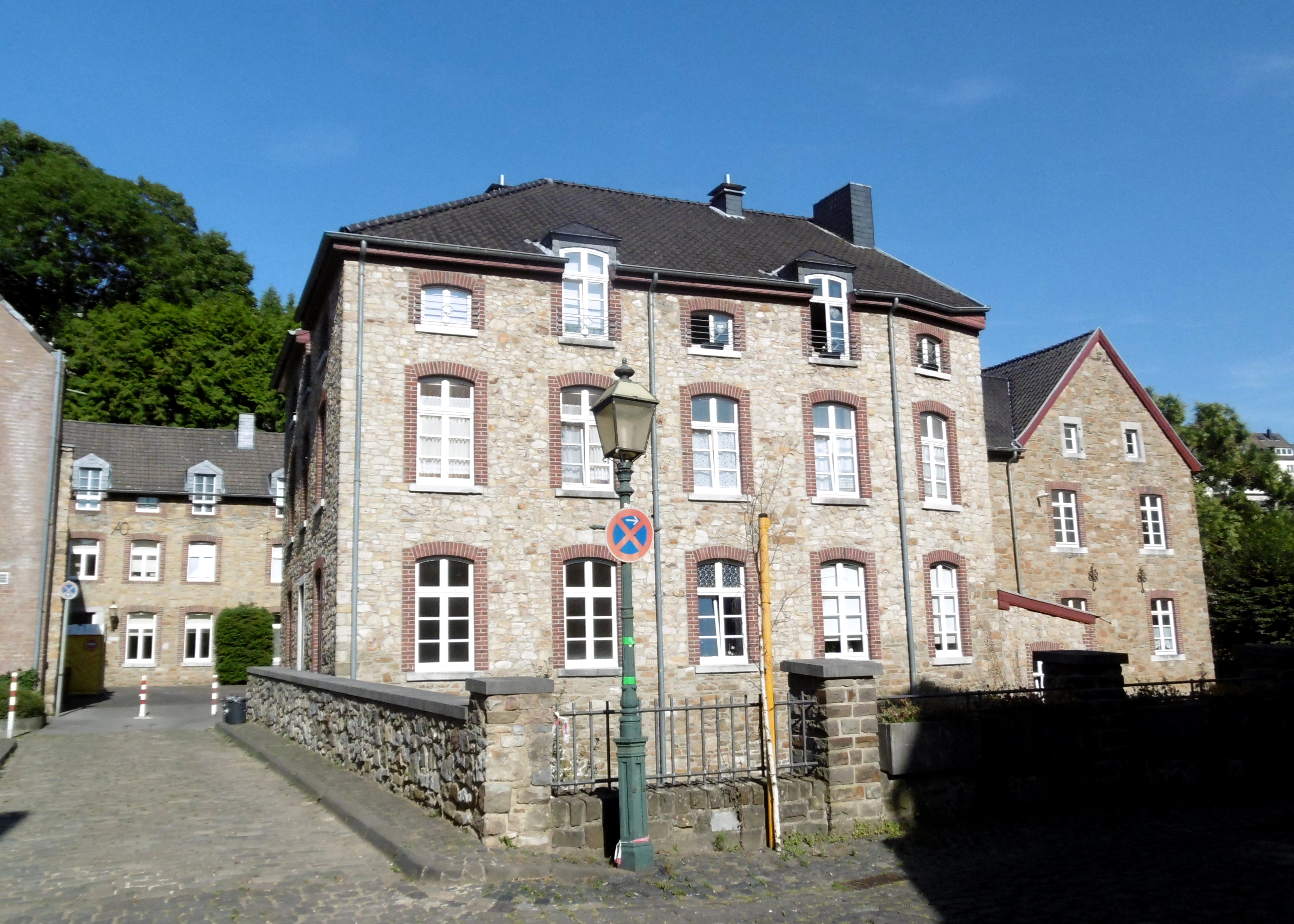
Ehemaliger Kupferhof Sonnental

Peltzer ließ 1730 den dreiflügeligen Kupferhof Sonnental als Erweiterung zur Enkerei erbauen, dessen Baustil sich am architektonischen Zeitgeist orientierte und im Vergleich zu den älteren Kupferhofanlagen offener und prächtiger angelegt wurde. Mit Erschöpfung der Galmei-Lagerstätten und dem damit einhergehenden, sukzessiven Rückgang der Messingproduktion im Vichtbachtal wurde ab 1835 diese Produktion auf der Enkerei zurückgefahren und im Kupferhof Sonnental durch die Firma „Schuh & Gräff“ eine Glashütte eingerichtet, in der weißes und grünes Hohlglas unter anderem für Flaschen angefertigt wurde. Dabei handelte es sich um eine vergleichsweise kleine Firma, die mit nur einem Glasofen ausgestattet war. Bereits 1850 richtete die Firma Dechesne in den Betriebsräumen vom Hof Sonnental eine Eisengießerei ein, die ab 1932 von Josef Benz zunächst als Pächter und ab 1952 als Eigentümer zur Herstellung von Graugussteilen betrieben wurde. In den 1960er-Jahren wurde die Gießerei aufgegeben und die Kupferhofanlage von dem Transportunternehmen Breuer hauptsächlich als Betriebsstätte für den Heizölvertrieb genutzt.
Im Zuge der Stolberger Altstadtsanierungen in den 1980er-Jahren wurde die alte Hofanlage der Enkerei größtenteils abgerissen oder stark verändert und ist heutzutage nicht mehr als ehemaliger Kupferhof zu erkennen. Die wenigen verbliebenen Teile des früheren Gebäudeensembles sind in die heutigen Wohngebäude Enkereistraße 17–20 integriert worden, die daraufhin unter Denkmalschutz gestellt wurden. Dagegen wurde der vormalige Kupferhof Sonnental zu einer attraktiven Wohnanlage umgestaltet. Dabei wurden die sich nach Norden anschließenden Gewerbegebäude abgerissen, wobei lediglich Mauerreste aus Bruchstein der ehemaligen Eisengießerei noch in der nördlichen Begrenzungsmauer des Innenhofes verblieben sind. Nach Abschluss der Arbeiten wurde der Kupferhof Sonnental in seiner Gesamtheit ebenfalls in die Denkmalliste von Stolberg aufgenommen.